# 小林千代子
小林 千代子（こばやし ちよこ、1910年7月30日 - 1976年11月25日）は、日本の戦前期に活動した流行歌歌手・声楽家である。北海道小樽市出身。別名、金色仮面・小林伸江。

## 経歴
東京府立第七高等女学校（現・東京都立小松川高等学校）卒業後、東洋音楽学校（現・東京音楽大学）に入学。卒業後、新宿ムウランルウジュで初舞台を踏む。

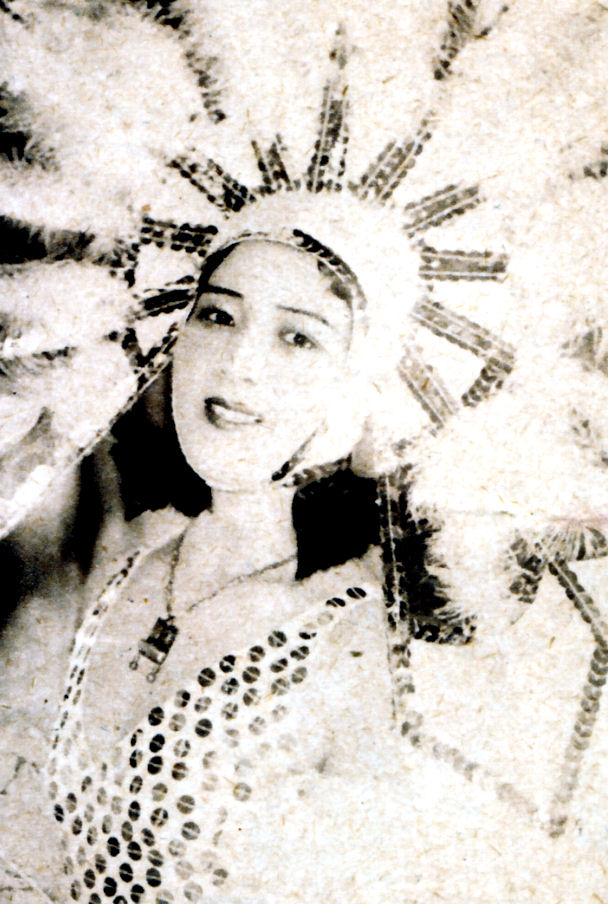
1933年

その後、松竹楽劇部（のちの松竹歌劇団）に入団、水の江滝子やオリエ津阪の相手役を務め、1936年に退団するまで、「タンゴローザ」「ウィンナワルツ」「蝶々夫人の幻想」等、多くの歌劇に出演する。
松竹楽劇部入部と同時に日本ビクター蓄音器株式会社に入社し「金色仮面」（ゴールデン・マスク）という芸名で音盤界デビューを果たした。デビュー曲は1931年発売の「アリラン」。当初は覆面歌手としてデビューしたが、翌1932年にビクターが本名を公表し、その後に本名で活動を開始。美しいソプラノと、華やかな美貌で人気を集め、たちまち同社の看板歌手となり、「涙の渡り鳥」「利根の朝霧」「椿の丘」「カリオカ」「銃後の花」「人の気も知らないで」など数多くの大ヒット曲を生み出した。夏川静江に婚約者を奪われ結婚されてしまうという恋愛事件などもおこし、話題性も十分だった。1939年鳴り物入りでポリドールに移籍。「旅のつばくろ」「女次郎長」のヒットを出したほか、20数曲を吹き込み、1941年タイヘイ蓄音器株式会社に移籍。ここでは「明け行く大陸」1曲のみの吹き込みで、一時芸能界から遠ざかる。
そして戦後間もなく、疎開していた新潟県で「小林千代子歌劇学校」を開校し、地元の少女を集めて少女歌劇団の指導をしていたこともあったが、1949年には第一線に復帰し、ポリ社に「青空シャンソン」を吹き込む。他にも、引揚者を迎える「お帰りなさい御苦労さま」など数曲を吹き込むも、戦前のような人気を集めることができず、流行歌手を引退。
以後は、小林伸江と改名し、師・三浦環の遺志を継いで歌劇『蝶々夫人』自主公演を行うなどクラシック音楽の道に専念する。1967年には第1回マダムバタフライ世界コンクールを開催した。
1976年11月25日、膵臓壊死のため死去。66歳没。墓所は台東区寛永寺。

## 代表曲
- 涙の渡り鳥　（1932.9）
作詞：西條八十／作曲：佐々木俊一／編曲：佐々木俊一
- 路傍の花　（1933.11）
作詞：佐伯孝夫／作曲：加藤しのぶ／編曲：加藤しのぶ
- 利根の朝霧　（1934.8）
作詞：佐伯孝夫／作曲：中山晋平
- カリオカ　（1934.12）
作詞：ヴィンセント・ユーマンス、エドワード・エリスク、ガス・カーン／日本語詞：原町みつを／作曲：ヴィンセント・ユーマンス／編曲：紙恭輔
- ザ・コンチネンタル　（1935.5）
作詞：佐伯孝夫／作曲：コン・コンラッド／編曲：アル・ユールス
- 椿の丘　（1935.5）
作詞：西條八十／作曲：佐々木俊一／編曲：佐々木俊一
- 夜も昼も　（1935.9）
作詞：西條八十／作曲：コール・ポーター／編曲：紙恭輔
- 銃後の花　（1937.9）
作詞：長田幹彦／作曲：橋本国彦／編曲：橋本国彦
- 人の気も知らないで　（1938.3）
作詞：入江静雄／作曲：Guy Zoka／編曲：灰田晴彦
- 旅のつばくろ　（1939.9）
作詞：清水みのる／作曲：倉若晴生／編曲：倉若晴生
- 女次郎長　（1940.1）
作詞：藤田まさと／作曲：菊池博／編曲：菊池博
- 明け行く大陸　（1941.9）
作詞：牧喜代司／作曲：細田義勝／編曲：飯田三郎